# Скшипня
Скшипня (пол. Skrzypnia) — село в Польщі, у гміні Чермін Плешевського повіту Великопольського воєводства.
Населення — 184 особи (2011).
У 1975-1998 роках село належало до Каліського воєводства.

## Демографія
Демографічна структура станом на 31 березня 2011 року:
|          | Загалом | Допрацездатний вік | Працездатний вік | Постпрацездатний вік |
| -------- | ------- | ------------------ | ---------------- | -------------------- |
| Чоловіки | 83      | 20                 | 53               | 10                   |
| Жінки    | 101     | 18                 | 63               | 20                   |
| Разом    | 184     | 38                 | 116              | 30                   |